# 石椒草
石椒草（学名：Boenninghausenia sessilicarpa）为芸香科石椒草属下的一个种。